# Fiskleverolja

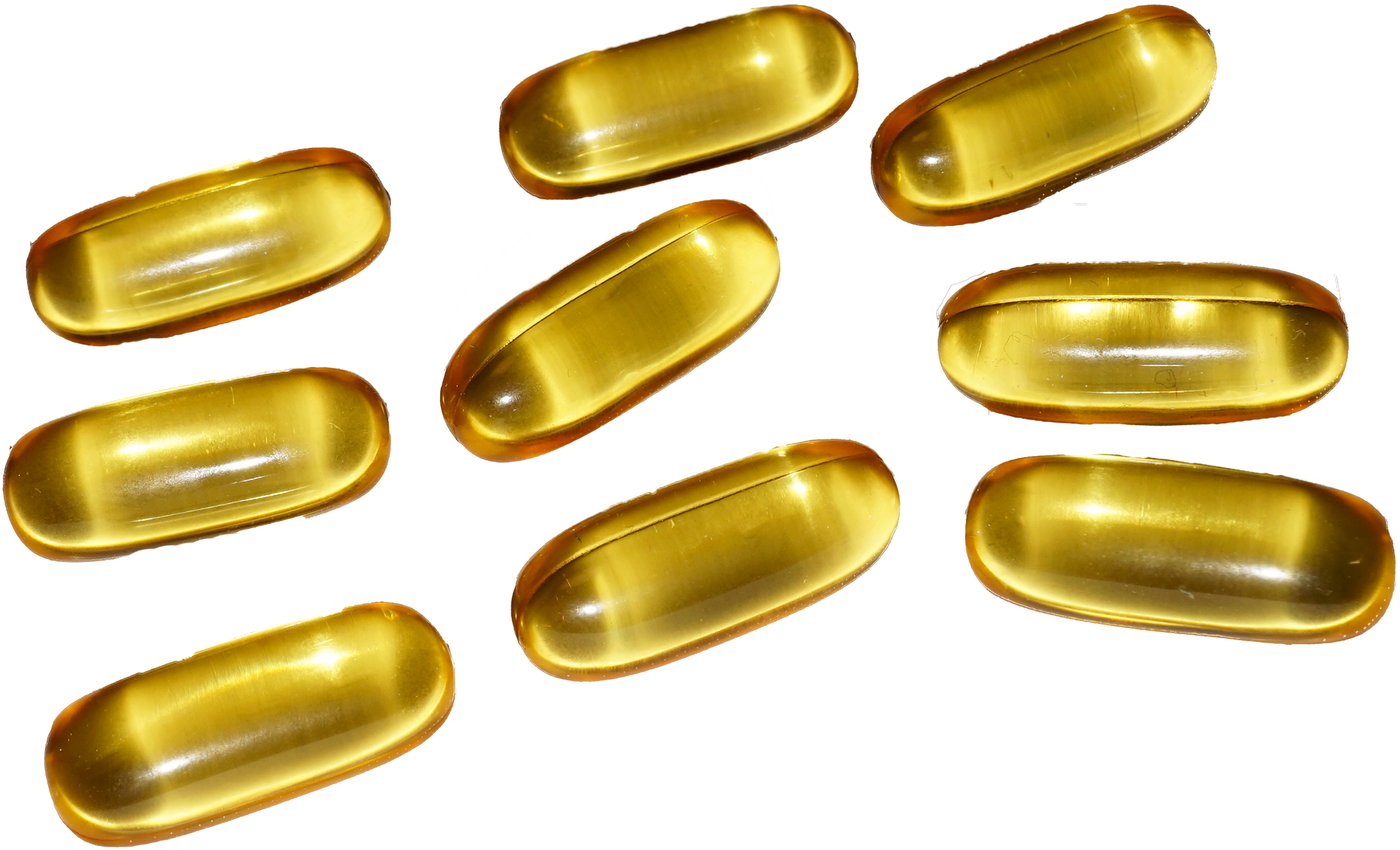
Kapslar med fiskleverolja.

Fiskleverolja är en olja som framställs ur fisklever. Den är rik på A-vitamin och D-vitamin och innehåller mindre mängder av E-vitamin.
Under 1800-talet blev det vanligt att behandla och förebygga engelska sjukan (rakit) med fiskleverolja, trots att man vid denna tid faktiskt inte visste varför fiskleverolja fungerade som botemedel. Det var först 1912 som den polske kemisten Casimir Funk lanserade sin teori om att engelska sjukan berodde på vitaminbrist och att dessa vitaminer fanns i fiskleverolja. 
Fiskleverolja innehåller också omega 3. Dock inte lika mycket som i fiskolja.

## Alternativ till D-vitamintillskott
Fiskleveroljan är ett bra alternativ till d-vitamintillskott. Det räcker med cirka 2,5 ml torskleverolja för att få i sig det, enligt livsmedelsverket, dagligen rekommenderade intaget av vitamin-D. Olja är på grund av sitt höga innehåll av vitamin-D framför allt rekommenderat att ta under vinterhalvåret när solen inte förser oss med tillräckligt D-vitamin. 